# Recola d'Aubrac
Recola d'Aubrac (en francès Recoules-d'Aubrac) és un municipi francès situat al departament del Losera i a la regió d'Occitània.